# Klevshultagölen
Klevshultagölen är en sjö i Vaggeryds kommun i Småland och ingår i Lagans huvudavrinningsområde. Sjön är 3,2 meter djup, har en yta på 0,01 kvadratkilometer och är belägen 172 meter över havet.